# Пятью пять
«Пятью Пять» — бывшая сеть супермаркетов в Воронежской области России. Основной ассортимент сети продукты, с небольшим количеством товаров для дома. После поглощения в 2020 году компанией X5 Retail Group магазины сети были ребрендированы в универсамы «Пятёрочка».
На момент закрытия под вывеской «Пятью Пять» работало 56 магазинов: 50 супермаркетов расположенных во всех районах столицы Черноземья, 2 магазина в Новой Усмани, и по одному в Нововоронеже, Отрадном, Чертовицах и Ямном. Компания имела 2 складских комплекса, учебный центр, который также использовался студентами Воронежского государственного университета инженерных технологий.

## История
Первый магазин ЗАО «Висант-торг» был открыт в ноябре 2002 года с использованием бренда «Пятёрочка». Висант-торг стал первым партнером этой сети. За использование бренда платилось роялти в размере 1,3-1,4 % от оборота.
В 2007 году в Воронеже насчитывалось 18 магазинов. В 2009 году выручка компании составила 2,43 миллиарда рублей.
В апреле 2011 года договор франчайзинга был досрочно расторгнут по инициативе X5 Retail Group. Причиной послужила внутренняя конкуренция между собственными магазинами «Корзинка» и магазинами «Пятёрочка», работающими по франшизе. До этого неоднократно делались попытки покупки магазинов сети.
После расторжения договора почти 30 магазинов «Корзинка» были переименованы в уже известную воронежцам «Пятёрочку». Магазины принадлежащие Висант-торг были переоформлены летом (по другим данным осенью) 2011 года под бренд «Пятью Пять», который, очевидно, является отсылкой к прежнему наименованию, а слоган «Умножаем преимущества» должен сказать покупателю, что качество товаров и обслуживания в местной сети значительно лучше, чем у пришедшего на воронежский рынок федерального бренда.
Новый бренд, как и прежний использует числительное пять, и с его помощью показывает, что сеть обеспечивает высокое качество товаров, а покупатель правильно поступил, что пришёл именно в этот магазин. Узнаваемость и доверие к бренду «Пятью Пять» позволило значительно потеснить федеральные сети в Воронеже, а потом и в области. Аналогичный процесс был проведён в Самаре с франчайзинговой сетью из более 100 магазинов, получившей после ребрендинга название «Покупочка».
По итогам 2012 года в Воронежской области сеть «Пятью Пять» заняла 4 место по числу торговых точек (35 магазинов общей площадью 12,7 тыс. м²; после сетей Магнит (166), X5 Group (51), Центрторг (44)) и 5 место по доле рынка (3 %; после сетей Магнит (7,5 %), X5 Group (4,4 %), Центрторг (3,8 %), Ашан (3,7 %)). Выручка сети в 2012 году составила 3,46 миллиарда рублей.
На конец 2013 года в Воронеже работало 37 магазинов сети «Пятью Пять» и 28 сети «Пятерочка», вне центра области магазины «Пятью Пять» отсутствовали, а у конкурента было 18 точек. По итогам 2013 года компания заняла 79 место в Черноземье и 21 место в Воронежской области с размером выручки 4,04 миллиарда рублей.
На 2014 год в сети было 38 магазинов.
В 2015 году журнал «De Facto» по результатам исследования поставил «Пятью Пять» на 8 место в рейтинге «100 лучших воронежских брендов».
В 2016 году компания заняла 19 место среди торговых компаний в Черноземье с выручкой 6,22 миллиарда рублей за 2015 год. В 2017 году компания заняла 16 место среди торговых компаний в Черноземье с выручкой 7,32 миллиарда рублей за 2016 год. В 2018 году компания заняла 22 место среди торговых компаний в Черноземье с выручкой 6,21 миллиарда рублей за 2018 год. В 2019 году компания заняла 33 место среди торговых компаний в Черноземье с выручкой 5,44 миллиарда рублей за 2019 год.
В 2020 году X5 Retail Group выкупила 56 магазинов и в июне 2020 года магазины (некоторые снова) открылись под вывеской бренда «Пятёрочка».
В 2023 году компания и владелец компании «Висант-торг» подали на банкротство.

## Ассортимент
Основной ассортимент сети продукты, с небольшим количеством товаров для дома. Ежемесячно проходили акции по снижению наценок на некоторые категории товаров. На витринах магазинов сети товары воронежских производителей занимали от 50 до 80 %, в то время как в федеральных сетях их было около 30 %

## Кадры
Для персонала сети была характерна значительная тенденция текучести кадров.
Ключевой фигурой в сети долгое время являлся Евгений Лаврухин, который с 2012 по 2015 и с 2019 по 2020 был управляющим директором

## Конкуренты
Основными конкурентами компании были «Пятёрочка» (с 2011), «Магнит» и «Центрторг». В 2019 году, за год до продажи сети в Воронежской области работали 459 магазинов «Магнит» и 290 магазинов «Пятёрочка», из них 64 и 57 точек соответственно открылись только за 2018 год, что сопоставимо со всей сетью магазинов «Пятью Пять».